# Sankt Nikolai undergörarens kapell, Davyjdovo
Sankt Nikolai undergörarens kapell, eller Sankt Nikolaus undergörarens kapell, (ryska: Часовня Николая Чудотворца; translitteration: Chasovnja Nikolaja Chudotvortsa) är ett litet ryskt-ortodoxt gammalrituellt kapell beläget i byn Davyjdovo, i Orekhovo-Zujevskij-distriktet i Moskva oblast, i västra Ryssland. 
Kapellet är helgat åt helgonet Sankt Nikolaus.

## Historik
Pelarna för Sankt Nikolai undergörarens kapell i Davyjdovo byggdes år 2006 på bekostnad av E.N. Mosalova, men också donationer från lokala församlingsmedlemmar.